# Гамазян, Галуст Пайлакович
Галу́ст Пайла́кович Гамазя́н (арм. Գալուստ  Գամազյան, 12 октября 1945, Ереван) — армянский государственный деятель.
- 1964—1969 — Ереванский политехнический институт. Инженер-строитель.
- 1969—1976 — прораб, старший прораб, начальник участка в системе министерства строительства Армянской ССР.
- 1976—1979 — старший инженер в управлении коммунальных хозяйств Ергорсовета.
- 1979—1991 — заместитель начальника управления использования водных строений, заместитель министра торговли Армянской ССР.
- С 1991 — председатель объединения «Армпромстройматериал».
- 1996—1998 — был министром территориального управления Армении.
- 1995—1999 — депутат парламента. Член постоянной комиссии по финансово-бюджетным, кредитным и экономическим вопросам. Беспартийный.